# Les Humanoïdes Associés
Юманоїд Ассосьє (фр. Les Humanoïdes Associés) — французьке видавництво коміксів. Видавництво публікує журнал «Métal Hurlant» та численні монографії про культуру коміксів.

## Історія
Видавництво Юманоїд Ассосьє було засноване в січні 1975 року Жаном-П'єром Діонне, Жаном Жиро (Мебіус), Філіппом Дрює та Бернаром Фаркасом.
Видаавництво опублікувало зокрема серію Міло Манара Giuseppe Bergman (9 томів), третій том Нікопольської трилогії Енкі Білаля та трилогію Нікола де Кресі Le Bibendum céleste.